# Слободянюк Олександр Валентинович
Слободянюк Олександр Валентинович (24 квітня 1947, Київ — 22 лютого 2017) — доктор фізико-математичних наук, професор.

## Біографія
У 1969 закінчив фізичний факультет Київського державного університету імені Тараса Шевченка. В університеті працює з 1968, спочатку на кафедрі оптики (ст. лаборант, ст. інженер), а з 1973 на кафедрі експериментальної фізики (асистент, старший викладач, доцент, професор, у 1998—2003 — завідувач кафедри). Захистив кандидатську дисертацію «Исследование оптических свойств глубоких центров в карбиде кремния» (1977).
У 1980-83 — заступник декана фізичного факультету. У 1983/84 стажувався в університеті м. Вюрцбург, ФРН. У 1991-93 розробив програми і розпочав викладання фізики у відновленій Києво-Могилянській академії. У 1995 захистив докторську дисертацію «Розповсюдження та взаємодія нормальних світлових хвиль в гіротропних та анізотропних кристалах».

## Наукова та викладацька діяльність
Один із засновників Українського фізичного товариства, перший голова його Координаційної ради (1990—1995) та віце-президент (1995—2001).
Основні лекційні курси прочитані на фізичному факультеті: механіка, оптика, основи радіоелектроніки, симетрія в фізиці, квантова електроніка та нелінійна оптика, квантова оптика, оптика гіротропних середовищ, основи охорони інтелектуальної власності, стратегія патентування наукових розробок. Брав активну участь у створенні спеціалізації «фотоніка».
Основні напрямки наукових досліджень: оптика та спектроскопія конденсованого стану, лазери, нелінійна оптика, поляриметрія, фотоніка хіральних систем.
О. В. Слободянюк увів поняття фізично нееквівалентних положень домішкових центрів малого радіусу, висунув концепцію спектроскопії нормальних хвиль в гіротропних анізотропних середовищах, вивчив ефекти просторової дисперсії в динаміці ґратки гіротропних анізотропних кристалів, зокрема, її елементарні збудження з ненульовим кутовим моментом, передбачив і дослідив явище повного просторового розділення нормальних хвиль на границі анізотропний кристал-ізотропне середовище, розробив основи високоточної поляриметрії та ряд методів керування лазерним випромінюванням, а також метод мікроспектроскопічного аналізу речовинного складу так званих «гарячих частинок», що випали на поверхню землі після Чорнобильської аварії.
Автор 3 навчальних посібників і понад 160 наукових публікацій у вітчизняних та іноземних виданнях і 20 винаходів, захищених авторськими свідоцтвами та патентами України, Росії та США. Підготував 7 кандидатів наук.
Член Українського фізичного товариства (УФТ) та Американського фізичного товариства.

## Діяльність у сфері інтелектуальної власності (ІВ)
1994 — як голова Координаційної ради Українського фізичного товариства проводив роз'яснювальну роботу з керівництвом і членами Комітету з науки та освіти ВР щодо недоцільності ратифікації Україною Євразійської патентної конвенції
1998 — присвоєна кваліфікація представника у справах інтелектуальної власності патентного повіреного.
1998 — вперше в Україні розпочав читання курсів з ІВ для студентів-фізиків. Читав нормативний курс «Інтелектуально власність» та проводить семінари «Стратегія патентування та комерціалізації результатів НДР» на фізичному факультеті Університету.
1997—2012 — патентування винаходів в Україні та за кордоном, здійснених за грантами Українського науково-технологічного центру (УНТЦ), узгодження Статуту УНТЦ з українським законодавством з ІВ; лекції, семінари, тренінги з ІВ для учасників програм УНТЦ, CRDF, Американсько-української програми бізнес-інкубаторів (USAID).
2007 — залучався головою Комітету з науки та освіти ВР до підготовки та участі в Парламентських слуханнях з ІВ.
2009 — на запрошення Держдепартаменту з ІВ читав лекції в першій Літній школі з ІВ ВОІВ в Україні.
Систематично брав участь в конференціях з ІВ в Україні та за кордоном, виступає з доповідями, має публікації з ІВ.
Член Всеукраїнської асоціації патентних повірених (ВАПП), був членом правління ВААП.
Член Української національної групи AIPPI, входить до складу спец. комітету AIPPI Q222
Один з ініціаторів та член Громадської ради при Державній службі з інтелектуальної власності.

## Наукові праці
1. О. А. Єщенко, О. В. Слободянюк. Квантова оптика. − К., ВПЦ Київський університет, 2004.
2. Слободянюк А. В. Эффекты пространственной дисперсии в комбинационном рассеянии света в гиротропных кристаллах дифосфида цинка // ФТТ. — 1986. — T.28, № 11.
3. Slobodyanyuk A.V., Schaack G. Measurement of Raman Scattered Intensities in Media with Natural or Field-Induced Optical Activity // Journ. of Raman spectroscopy. −1987. — N18.
4. Garasevich S.G., Slobodyanyuk A.V., Yanchuk Z.Z. Anomalous angular dependence of E-modes splitting in Raman spectra of uniaxial gyrotropic crystals // Physics Letters A . — 1995. — V.197.
5. О. В. Слободянюк et al. Особливості комбінаційного розсіяння світла в одновісних гіротропних кристалах. Вісник Київського університету, Серія: фіз.-мат. науки, № 4, 2006.

## Джерело
- Сторінка на сайті кафедри експериментельної фізики КНУ